# Phalaenopsis amabilis
Phalaenopsis amabilis (L.) Blume, 1825 è una pianta epifita della famiglia delle Orchidacee.

## Descrizione
È una orchidea epifita di media taglia, con fusto robusto a sviluppo monopodiale, ovvero con un solo “piede” di crescita, avvolto da 3-5 foglie di colore verde brillante e di consistenza coriacea, arcuate, di forma da ovato-ellittica a oblungo-lanceolata. L'infiorescenza è un racemo più o meno denso, lungo sino a 90 cm, con fiori di dimensioni e colori variabili, con labello trilobato, intensamente profumati.

## Distribuzione e habitat
La specie è diffusa nell'arcipelago indo-malese e in Australia (Queensland).

## Tassonomia
Sono state descritte le seguenti sottospecie:
- Phalaenopsis amabilis subsp. amabilis (sottospecie nominale)
- Phalaenopsis amabilis subsp. moluccana (Schltr.) Christenson, 2001
- Phalaenopsis amabilis subsp. rosenstromii (F.M.Bailey) Christenson, 2001

## Coltivazione
È una specie abbastanza facile da coltivare in casa. Può essere coltivata in vaso con bark (corteccia di pino) o su pezzi di sughero, radici di mangrovia e altro legno idoneo disinfettato. P. amabils è in grado di fiorire per un lungo periodo di tempo.